# لى اكسنجكان
لى اكسنجكان (بالصينية: 李鑫) (5 نوفمبر 1991 بشنيانغ في الصين - ) هو لاعب كرة قدم صيني في مركز الوسط. لعب مع شاوكسينج كيكياو يوجيا.